# David Hasselhoff
David Michael Hasselhoff (* 17. července 1952 Baltimore, Maryland, USA) je americký herec, zpěvák, režisér, televizní producent, scenárista a podnikatel. Je známý např. ze seriálů Knight Rider, kde si zahrál Michaela Knighta, a Pobřežní hlídka, kde ztvárnil Mitche Buchannona.

## Život
Je synem Josefa a Dolores Hasselhoffových. Jeho ex-manželky jsou Catherine Hickland (24. března 1984 – 1988) a Pamela Bach (9. prosince 1989 – 26. června 2006), s níž má dvě děti: Taylor Ann (* 5. května 1990), Hayley Amber (* 26. srpna 1992). 
Na podzim 2015 oznámil ve videu na YouTube údajnou změnu svého jména na „David Hoff“. Změna ale nebyla skutečná, jednalo se pouze o ukázku z jeho připravované reklamní kampaně. Dlouhodobě však používá přezdívku „The Hoff“.

## Filmografie
- 1973: Mladí a neklidní (seriál)
- 1977: Revenge of the Cheerleaders
- 1978: Hvězdná srážka
- 1979: Pleasure Cove (TV film)
- 1980: Semi-Tough (seriál)
- 1982: Knight Rider (seriál) – role: Michael Knight, Knight Rider (TV film) – role: Michael Knight
- 1984: Aféra Cartier (TV film)
- 1985: Hrůza na londýnském mostě (TV film)
- 1988: Něžní zmatkáři 2, Perry Mason: Případ dámy v jezeře (TV film), Starke Zeiten, Witchcraft: Vražedná magie
- 1989: Oheň a déšť (TV film), Pobřežní hlídka (seriál), Pobřežní hlídka: Panika na Malibu Beach (TV film), W.B., Blue and the Bean (video film)
- 1990: David Hasselhoff Live & Forever (video film), Poslední mstitel
- 1991: Knight Rider 2000 (TV film) – role: Michael Knight
- 1992: Baywatch Summerfest Special (TV film), Bulkin Trail, The (TV film), Mušketýři na Harleyích (TV film), Pobřežní hlídka: Řeka, odkud není návratu (TV film)
- 1994: Lavina (TV film)
- 1995: Baywatch: Forbidden Paradise (video film), Baywatch Nights (seriál)
- 1996: Božská lest, Kolaps (TV film)
- 1997: Brigitte & Friends (seriál), Night Man (seriál), Night Man (TV film)
- 1998: Baywatch: White Thunder at Glacier Bay (video film), Fotograf, Nick Fury, zvláštní agent (TV film)
- 1999: Velký šprým
- 2000: Láska na první pohled (TV film)
- 2001: Jekyll & Hyde: The Musical (TV film), Noc diamantů, Shaka Zulu: The Citadel (seriál), Talking to Americans (TV film)
- 2002: Z nuly hrdinou
- 2003: Fugitives Run, Pobřežní hlídka: Havajská noc (TV film)
- 2004: Eurotrip, Spongebob v kalhotách: Film, Vybíjená
- 2005: Boy George's Queerest TV Moments (TV film), Robot Chicken (seriál)
- 2006: Klik – život na dálkové ovládání – role: John Ammer
- 2007: Jako zamlada
- 2008: Děti Anakondy (TV film), Knight Rider – Legenda se vrací (TV film) – role: Michael Knight
- 2009: To Live and Dine in L.A.
- 2010: Comedy Central Roast of David Hasselhoff (TV film), Dancing Ninja
- 2011: Hop, Piranha 3D: The Sequel
- 2015: Kung Fury
- 2016: Killing Hasselhoff
- 2017: Pobřežní hlídka